# Drapeau du Soudan français

Proportion: 2:3

Le drapeau du Soudan français était le drapeau utilisé par la colonie française du Soudan français jusqu'à sa disparition en 1958.

## Description
Ce drapeau reprend le drapeau tricolore, utilisés par la plupart des colonies du second empire colonial français, avec en son centre un kanaga, bonhomme allumette noire aux bras levés.

## Fin de son usage
Le drapeau continua d'être utilisé après l'indépendance de la colonie en 1958, mais ses couleurs furent remplacées par le vert, le jaune et le rouge que l'on retrouve sur le drapeau de la Fédération du Mali en 1959.